# الفتاة الدانماركية (فلم)
الفتاة الدنماركية هو فيلم سيرة ذاتية ودراما تم إنتاجه في المملكة المتحدة والولايات المتحدة وصدر في سنة 2015 وحصل على جائزة الأوسكار لأفضل ممثلة للمثلة أليسيا فيكاندير من أصل 4 ترشيحات. الفيلم من إخراج توم هوبر من بطولة إيدي ريدماين وأليسيا فيكاندير وماتياس شونارتس وبن ويشا وآمبر هيرد. يحكي الفيلم قصة ليلي إلب وهي انثى مولودة بجسم ذكر، أو ما يعرف ب Gender Dysphoria، حيث تحاول تصحيح وضعها من خلال عملية تصحيح الجنس.

## القصة
في منتصف عشرينات القرن العشرون في كوبنهاغن تقوم الرسامة غيردا ويغنر (أليسيا فيكاندير) تطلب من زوجها الفنان الشعبي إينار إلب (إيدي ريدماين) أن يقوم بارتداء ملابس أنثى والجلوس على هيئة أنثى لإكمال لوحة فنية كانت قد بدأت بها وهي بحاجة لإكمالها، ليُساعدها بذلك زوجها.
تطور موضوع تقليد إينار لأنثى لتقوم بالخروج بشخصية أنثى مما أدى لفضح شخصيته، لكنه قام بالإدعاء أنها ابنة عم إينار التي تُدعى (ليلي إلب)، أصبحت الزوجة غيردا تُلاحظ تحول في صفات زوجها نحو الأنوثة مما أضر بعلاقتهم الزوجية. ومع محاولات إينار للإبقاء على نفسه ذكراً إلا أنه أصبح مُقتنعاً أنه مرأة من الداخل، مما جعله يُراجع الأطباء. ثُم تحصل الفنانة غيردا على قبول لتعرض لوحات ليلي في باريس مما جعلتها فرصة لتخلص من ضغوطات الأطباء في الدنمارك.
في باريس بدأت ليلي مرحلة البقاء على صفة الأنثى أغلب الوقت مما زاد توتر العلاقة الزوجية مع غيردا، وأصبحوا يعيشون حالة من الضغوط النفسية الشديدة. لتلجأ لصديق إينار في الطفولة هانز (ماتياس شونارتس) واللذان كانا على علاقة عاطفية صغيرة، لكن لم يحلّ ذلك شيء بل زاد الأمور سوءً لأنه أصبح يتقرب من غيردا مُستغلاً سوء علاقتها مع إينار.
بهذا التمايل بين شخصية إينار وليلي ومع الإساءة التي تعرض لها، يُقنع هانز صديقه إينار باللجوء للأطباء مرة ثانية. ليُقابل الدكتور كورت وورنيكرس (سيباستيان كوخ) والذي يُقنعه بإجراء عملية تحول جنسي وأخبره أنه سيكون أول شخص يقوم بالعملية مع ازدياد الاضطراب بينه وبين زوجته.

## الميزانية والإيرادات
بلغت تكلفة إنتاج الفيلم حوالي 15 مليون دولار بينما حقق إيرادات تقدر بـ 14.9 مليون دولار.

## وصلات خارجية
- مقالات تستعمل روابط فنية بلا صلة مع ويكي بيانات